# Metro van Rennes

Kaart van de metro van Rennes, met lijn A (rood) en lijn B (groen).

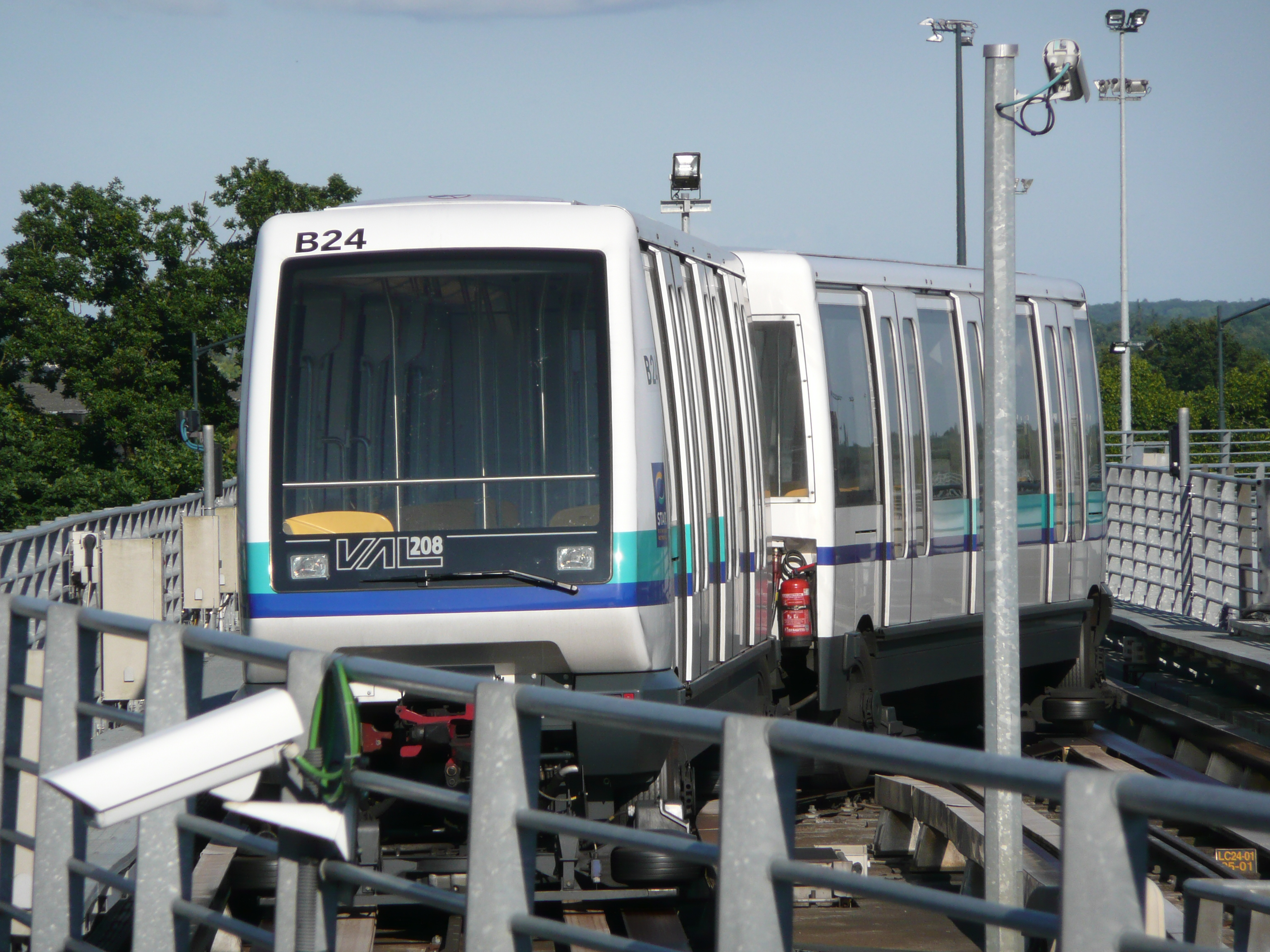
VAL-metrotrein van lijn A.

De Metro van Rennes is een belangrijk vervoermiddel in de Franse stad Rennes. De metro is volledig automatisch en rijdt met VAL-treinen. Het metronetwerk werd geopend op 15 maart 2002. Het netwerk is eigendom van Société des Transports d'Agglomeration Rennais (STAR).
Dagelijks maken 140.000 mensen een rit met de metro. In 2005 zijn er ook Park-and-Ride-plaatsen opgezet. In 2006 werd een nieuw vervoersbewijs geïntroduceerd, de KorriGo-kaart. Passagiers kunnen met deze kaart gebruikmaken van zowel metro als bus. In 2022 is een tweede lijn geopend, de planning was 2020.

## Lijn A
Lijn A is 9.4 kilometer lang en telt vijftien stations. Deze A-lijn wordt ook wel gezien als de West-Oost-lijn. Het traject loopt van J.F Kennedy naar La Poterie. De controlekamer, die door vier personen wordt bemand, bevindt zich bij de remise van Chantepie. Op elk station zijn liften en er hangen in totaal 120 camera's.
Op de lijn zijn zestien VAL-treinen in gebruik. De treinen rijden dagelijks tussen 05:20 en 00:40. De wachttijd bedraagt drie tot zeven minuten. De gemiddelde snelheid van de VAL-treinen is ongeveer 32 kilometer per uur. De VAL-treinen wegen per stuk 28 ton en zijn 26 meter lang. Er zijn 50 zit- en 108 staanplaatsen. In 2005 werden vier extra treinen ingezet en was de minimale wachttijd 90 seconden.

### Stations
- J.F. Kennedy
- Villejean-Université
- Pontchaillou
- Anatole France
- Sainte-Anne
- République
- Charles de Gaulle
- Gares (overstap op het Station Rennes)
- Jacques Cartier
- Clemenceau
- Henri Fréville
- Italie
- Triangle
- Blosne
- La Poterie

## Lijn B
Lijn B werd geopend op 20 september 2022. Deze maakt gebruik van CityVal voertuigen die korter en breder zijn dan op lijn A.